# عز الدين قنون
عز الدين قنون (5 يناير 1953 - 29 مارس 2015) هو مخرج وممثل مسرحي تونسي.

## النشأة والمسيرة
تحصل على الإجازة في الدراسات المسرحية من جامعة السوربون في 1980. وأسس في 1981 فرقة «المسرح العضوي». حوّل في 1985 قاعة سينما قديمة لمسرح. كتب وأخرج عدة مسرحيات من أهمها «المصعد» في 1994 و«طيور الليل» في 1996 و«حب في الخريف» في 1997 و«نواصي» في 2000 و«ولنتكلم بصمت» في 2003. مثل في ثلاثة أفلام هي «شيشخان» لمحمود بن محمود في 1990 وموسم الرجال لمفيدة التلاتلي في 2000 و«أوديسة» لإبراهيم باباي في 2003 أين قام بدور المفتش إلياس.

## أعماله

### مسرح
- الصفقة، 1981 (إخراج)
- ليلة ضائعة تعود، 1982 (إخراج)
- خرّفني يعيشك، 1985 (إخراج)
- الدالية، 1988 (إخراج)
- قمره طاح، 1991 (كتابة وإخراج)
- المصعد، 1994 (كتابة وإخراج)
- طيور الليل، 1996 (كتابة وإخراج)
- حب في الخريف، 1997 (كتابة وإخراج)
- نواصي، 2000 (كتابة وإخراج)
- لنتكلم بصمت، 2003 (كتابة وإخراج)
- رهائن، 2006 (إخراج) (نص: ليلى طوبال)
- آخر ساعة، 2011 (إخراج) (نص: ليلى طوبال)
- غيلان، 2013 (إخراج) (نص: ليلى طوبال)
- الشقف، 2016 (كتابة)

### سينما
- شيشخان لمحمود بن محمود، 1990
- موسم الرجال، لمفيدة التلاتلي، 2000
- خميسة، لملكة المهداوي، 2000
- أوديسة، لإبراهيم باباي، 2003